# Samuel Bastien
Samuel Bastien (Meux, 26 de setembro de 1996) é um futebolista profissional belga que atua como meia.

## Carreira
Samuel Bastien começou a carreira no Anderlecht.